# Józef Włodek
Józef Jan Włodek (ur. 16 maja 1891 w Lekowie k. Ciechanowa, zm. 2 sierpnia 1944 w Warszawie) – urzędnik samorządowy, długoletni (1920–1939) prezydent Grudziądza, najdłużej urzędujący prezydent miasta w II RP.

## Życiorys
Urodził się w rodzinie Józefa Włodka h. Prawdzic (1848–1921) i Zofii z Wybickich h. Rogala (1855–1891). Miał pięcioro rodzeństwa: Irenę (1876–1956), później żonę Edmunda Fankanowskiego, porucznika 11 Pułku Ułanów, dyrektora gimnazjum w Mławie, Gustawa (1877–1946), inżyniera, specjalistę budowy mostów, Józefę (1881–1957), działaczkę społeczną, pamiętnikarkę, nauczycielkę krawiectwa w szkole dla dziewcząt panny Plater w Warszawie, Bronisławę (1885–1959), nauczycielkę, urzędniczkę, bibliotekarkę i pisarkę, Zofię (ur. ok. 1890), zamężną Garczyńską, następnie Gawrońską. 
Uczestniczył w strajku szkolnym 1905. W 1908 ukończył Szkołę Średnią Zgromadzenia Kupców w Warszawie, następnie studiował na Wydziale Samorządowym Instytutu Politechnicznego w Glons k. Liège. Tam też studiował kierunek cukrownictwo, uzyskując tytuł zawodowy inżyniera przemysłowego. W latach 1912–1914 pracował w cukrowniach na terenie Królestwa Polskiego i Rosji. Podczas I wojny światowej, w latach 1914–1916, internowany przez Niemców na Pomorzu. W 1916, na Uniwersytecie Warszawskim, odbył studia na wyższych kursach administracji państwowej. Pracował w Komisji Rejestracji Strat Wojennych w Warszawie, prowadził w Mławie Biuro Obrony Interesów Ludności Polskiej przed Okupantami. 4 marca 1919 został wybrany przez Radę Miejską Mławy burmistrzem miasta. 28 listopada 1919 roku został mianowany komisarycznym nadburmistrzem miasta Grudziądza, następnie, po przejęciu przez Polaków władzy na Pomorzu i zajęciu Grudziądza przez oddziały generała Stanisława Pruszyńskiego, 4 marca 1922 został pierwszym prezydentem miasta. W 1924 był jednym z założycieli Oddziału Miejskiego w Grudziądzu Pomorskiej Ligi Obrony Powietrznej Państwa, pełniąc funkcję prezesa oraz wiceprezesa. Do 1930 sprawował także funkcję starosty grudziądzkiego. W 1932 był członkiem zarządu Związku Miast Polskich. W Grudziądzu urzędował aż do końca sierpnia 1939, następnie, zgodnie z nakazem wojewody pomorskiego, został ewakuowany do Warszawy. Razem z bratem Gustawem pracował w Towarzystwie Przemysłu Metalowego „Rudzki”. Podczas powstania warszawskiego został zamordowany, wraz z żoną i jedną z córek, w swoim mieszkaniu przy ulicy Wiejskiej przez Ukraińców w służbie niemieckiej. 
Od 8 września 1918 był mężem Wandy z Ossowskich (zm. 1944), z którą miał dwie córki i syna Jerzego.

## Ordery i odznaczenia
- Krzyż Oficerski Orderu Odrodzenia Polski (30 kwietnia 1925)[5]
- Medal Pamiątkowy za Wojnę 1918–1921
- Medal Dziesięciolecia Odzyskanej Niepodległości

## Upamiętnienie
W 1996 odsłonięto w Ratuszu w Grudziądzu tablicę poświęconą Józefowi Włodkowi.

## Galeria

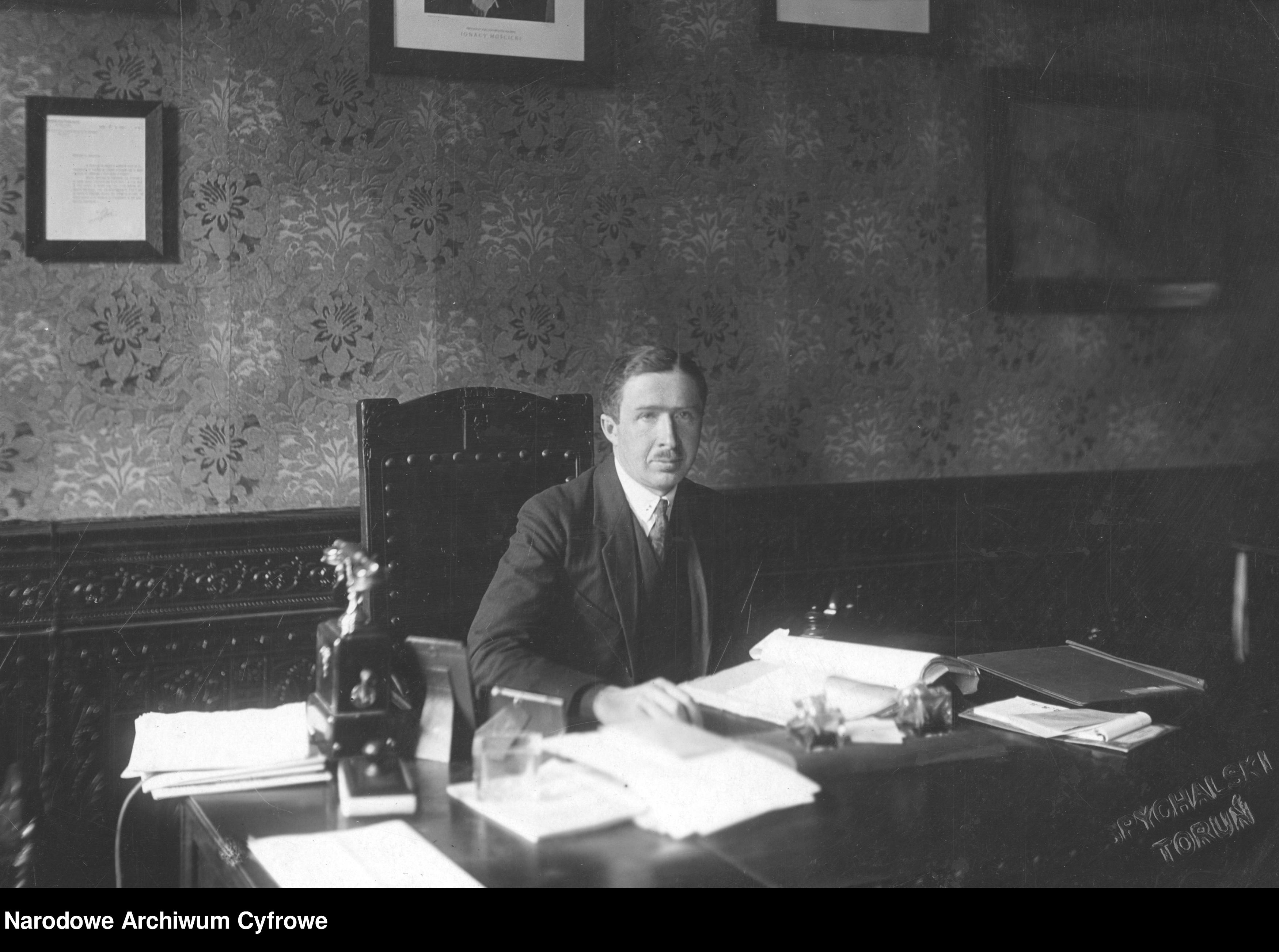
Prezydent Józef Włodek w swoim gabinecie w Urzędzie Miejskim w Grudziądzu
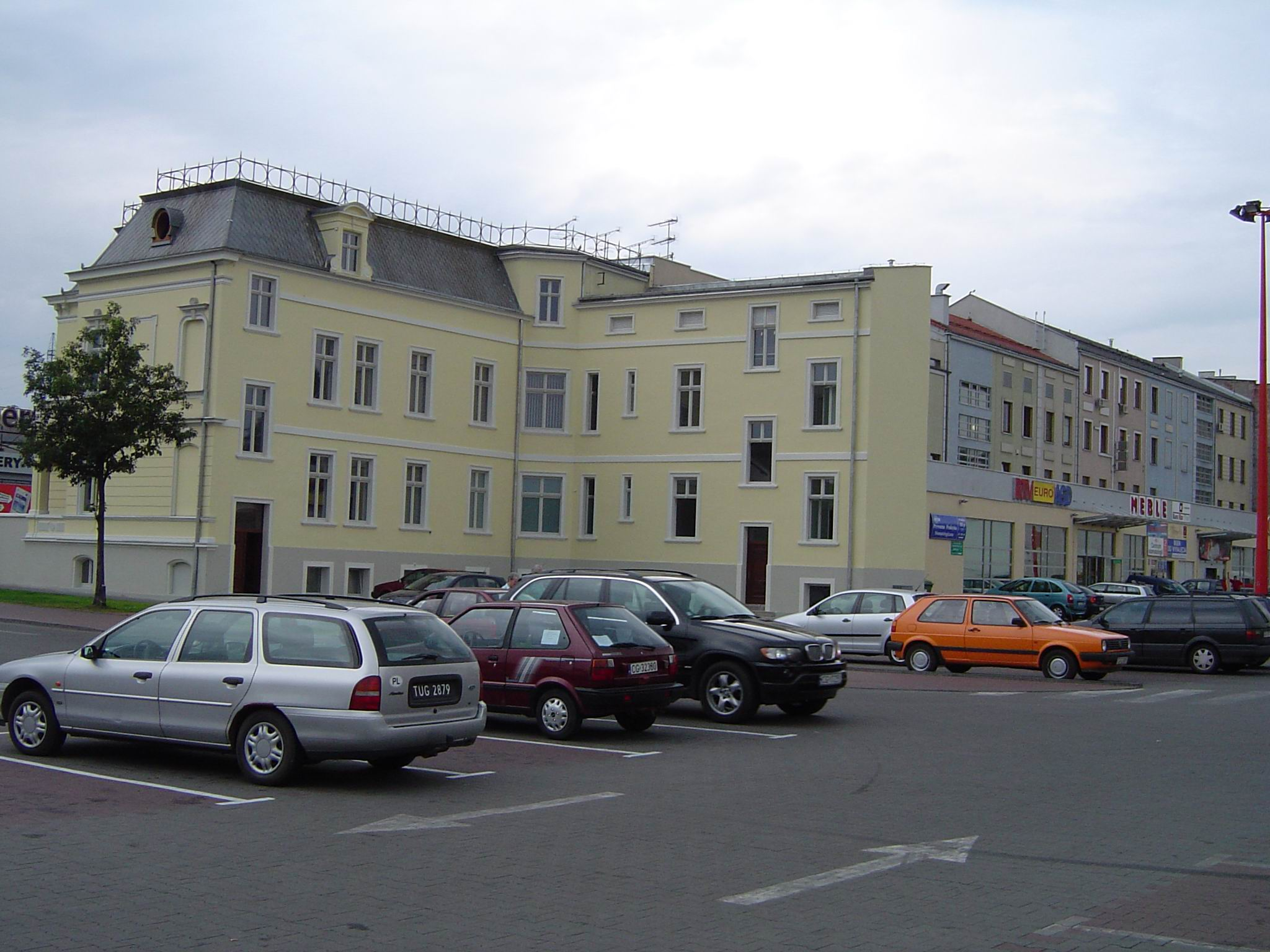
Kamienica przy ob. ul. Włodka, gdzie mieszkał długoletni prezydent